# Митрохин, Тихон Борисович
Тихон Борисович Митрохин (12 [25] июня 1902, дер. Марьино, Калужская губерния — 18 января 1980, Москва) — советский государственный деятель, народный комиссар, министр резиновой промышленности СССР (1941—1948).

## Биография
Родился в семье крестьянина-середняка. В 1930 г. окончил Ленинградский политехнический институт им. М. И. Калинина по специальности экономика планирования.
В 1921—1922 гг. — заведующий политпросветотделом, затем ответственный секретарь Жиздринского уездного комитета комсомола.
В 1922—1923 гг. — студент факультета общественных наук Московского университета.
- 1923—1924 гг. — инструктор Московского губкома ВЛКСМ.
- 1924—1926 гг. — студент Ленинградского политехнического института.
- 1926—1927 гг. — ответственный секретарь института, с сентября 1927 г. продолжил учебу в институте.
- 1929—1936 гг. — главный инженер технико-экономического отдела Ленинградского отделения Гипрохима наркомата тяжелой промышленности СССР.
- 1936—1937 гг. — начальник планового отдела,
- 1937—1938 гг. — директор Охтинского химического комбината (г. Ленинград).
- 1938—1939 гг. — директор завода «Красный треугольник» в Ленинграде.
- 1939—1941 гг. — директор завода резинотехнических изделий в Ленинграде.
- 1941—1948 гг. — народный комиссар (с марта 1946 г. — министр) резиновой промышленности СССР. Во время Великой Отечественной войны руководил эвакуацией оборудования и увеличением объема продукции для армии и флота.
- 1948—1950 гг. — заместитель,
- 1950—1957 гг. — первый заместитель министра химической промышленности СССР.
- 1957—1959 гг. — начальник отдела химической промышленности Госплана РСФСР — министр РСФСР.
- 1959—1960 гг. — начальник управления химической промышленности Госплана РСФСР.

Член РКП(б) с февраля 1925 г. Депутат Верховного Совета РСФСР 2 созыва.
С февраля 1960 г. персональный пенсионер союзного значения.
В 1960-гг. преподавал на кафедре экономики химической промышленности Московского химико-технологического института им. Д. И. Менделеева.

## Награды и звания
Награждён тремя орденами Ленина, орденом Трудового Красного Знамени.